# Croton martii
Espèce
Croton martii est une espèce de plantes à fleurs du genre Croton et de la famille Euphorbiaceae présente au Brésil (Pará).
Il a pour synonymes :
- Croton martii var. latifolius, Müll.Arg., 1873
- Croton martii var. longifolius, Müll.Arg., 1873
- Oxydectes martii, (Müll.Arg.) Kuntze